# Costume National

Logos der aktuellen CN-Hauptlinie und der ehemaligen Zweitlinie

CoSTUME NATIONAL (eigene Schreibweise), abgekürzt als CN, ist ein international bekanntes, ursprünglich italienisches Modeunternehmen, das 1986 von dem Designer Ennio Capasa in Mailand gegründet wurde und seither Bekleidung für Damen und seit 1993 auch für Herren sowie Accessoires und Parfüm im gehobenen Preissegment anbietet. 2016 verkaufte der Firmengründer das Unternehmen an einen japanischen Investor, der bereits seit 2010 an Costume National beteiligt war.

## Unternehmensgeschichte
Im Jahr 1986 gründete der italienische Modedesigner Ennio Capasa (* 12. März 1960 in Lecce) mit seinem Bruder Carlo Capasa in Mailand das Modeunternehmen Costume National SpA mit der Muttergesellschaft EC S.p.A. Wörtlich aus dem Französischen übersetzt bedeutet der Begriff so viel wie ‚Landestracht‘. In der Jugendzeit der Capasa-Brüder hatten deren Eltern in Süditalien eine Luxus-Modeboutique unter dem Namen Smart betrieben. Ennio Capasa, ein Absolvent der Accademia di Belle Arti di Brera, der von 1982 bis 1985 über die Kontakte seiner Eltern für Yohji Yamamoto in Japan gearbeitet hatte, übernahm in der eigenen Firma die Rolle des Kreativdirektors, während sein Bruder als CEO fungierte. Yamamoto hatte Capasa ermuntert, sein eigenes Modeunternehmen zu gründen. Carlo Capasa war seit 1983 Teilhaber der Marke Romeo Gigli.
Die erste Kollektion für Damenmode unter dem Namen CoSTUME NATIONAL wurde noch 1986 – allerdings wenig erfolgreich – in Mailand vorgestellt. Das Unternehmen machte sich erst in den folgenden Jahren mit avantgardistisch-moderner und sportlich-puristischer Mode in gedeckten Farben, oftmals in schwarz, und engen Schnitten langsam einen Namen. Ennio Capasa, ein ausgewiesener Rock-’n’-Roll-Fan, ließ sich dabei bis zu seinem Ausscheiden aus dem Unternehmen von der Welt der Rockmusik inspirieren. Ab 1991 wurde die Damenmode mit größerem Erfolg bei den Pariser Modewochen präsentiert. Dort traf Ennio Capasa auf Avantgarde-Designer wie Martin Margiela, Ann Demeulemeester oder John Galliano, an denen er sich orientierte. Der internationale Durchbruch gelang allerdings erst 1993 mit der Herrenmodelinie CoSTUME NATIONAL Homme. 1994 lag der Jahresumsatz bei ca. 4 Mio. DM, wobei die Erlöse weniger durch ein gutes Presse-Echo zustande kamen als vielmehr durch eine wachsende Fan-Gemeinde der Marke.

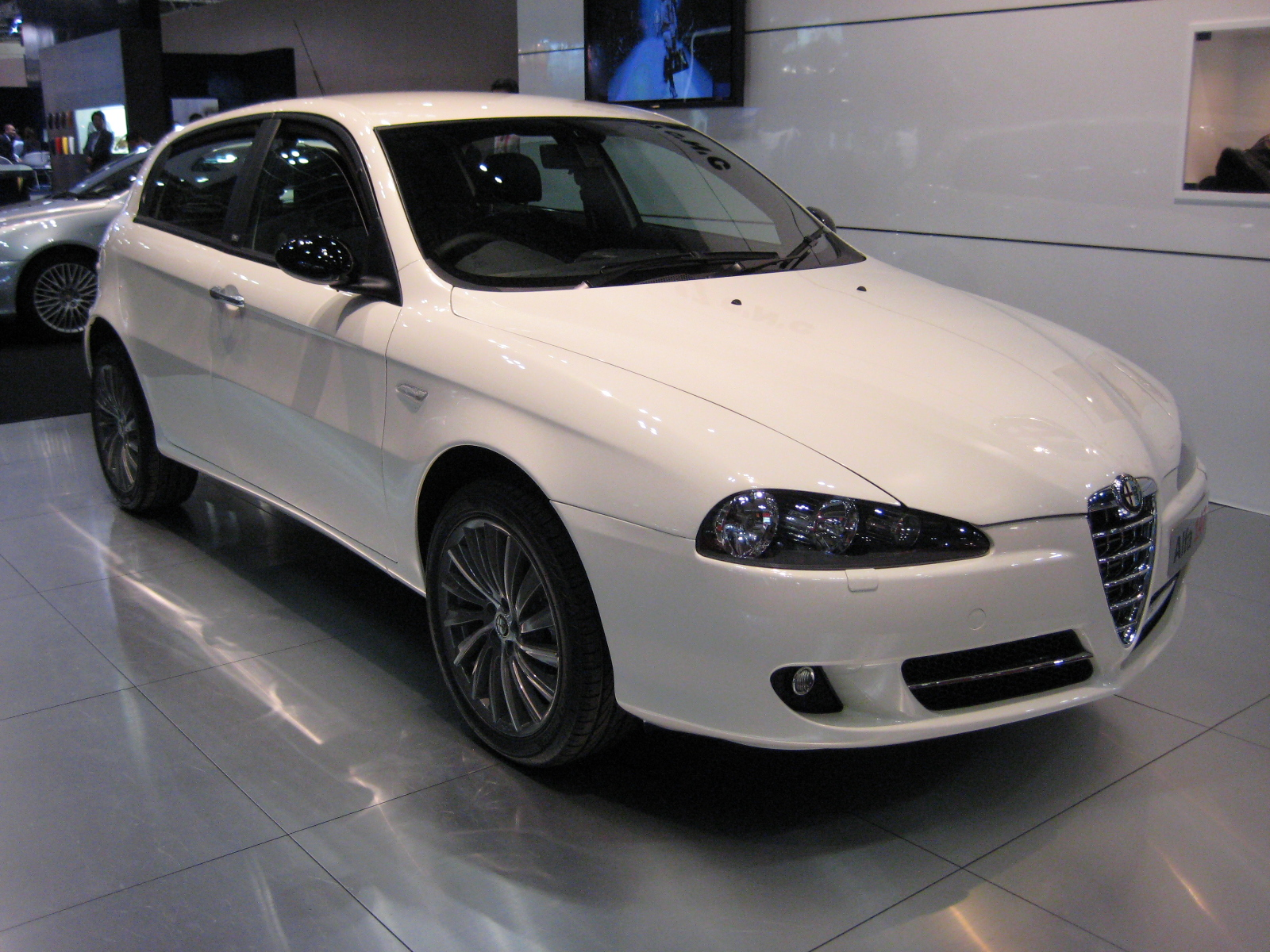
Der CN-Alfa auf der Tokio Motor Show (2007)

Ab 1995 eröffnete das Unternehmen weltweit exklusive CoSTUME NATIONAL Boutiquen, bspw. in Mailand, Rom, Paris, New York City, Los Angeles und Tokio. Mitte der 1990er Jahre wurde CoSTUME NATIONAL in einem Atemzug mit Helmut Lang genannt und Ennio Capasas Kreationen der 1990er Jahre mit den Errungenschaften Giorgio Armanis in den 1980ern verglichen. Im Laufe der Jahre wurde das Mode-Portfolio um Schuhe und Accessoires wie Lederwaren, Parfüm (ab 2002; zunächst in Zusammenarbeit mit IFF) und Brillen (ab 2008) erweitert. Besonders im Bereich Schuhe, womit mitunter ein Drittel der Umsätze generiert wurde, und Taschen konnte sich das Unternehmen gegen die zahllosen Wettbewerber behaupten. 1997 war CoSTUME NATIONAL mit der Herrenkollektion Gast-Star bei der florentinischen Modemesse Pitti Immagine.
Ab Anfang der 2000er Jahre gab es einige Saisons lang die hochpreisige CoSTUME NATIONAL Luxe Kollektion (mit schwarzem Etikett) mit Haute-Couture-ähnlicher Verarbeitung und Materialien. 2001 wurde erstmals eine CoSTUME NATIONAL Modenschau im Internet per Live-Stream präsentiert. Im Geschäftsjahr 2003 wurde ein Umsatz von 50 Mio. Euro erreicht. 2004 wurde die preislich etwas niedgriger positionierte und für ein jüngeres Publikum gedachte Zweitlinie C'N'C CoSTUME NATIONAL in Lizenz-Zusammenarbeit mit dem italienischen Bekleidungshersteller Ittierre SpA für Damen und Herren lanciert. 2007 vergab das Unternehmen die Parfümlizenz an die italienische Beauty San S.p.A., welche diese bis heute hält (Stand 2021). 2008 wurde in Zusammenarbeit mit Alfa Romeo ein auf 1000 Stück limitiertes Alfa-Sondermodell mit dem Namen Alfa 147 C'N'C COSTUME NATIONAL produziert, das 2007 vorgestellt worden war.
Die EC SpA unterhielt seit 1999 eigene Produktionsanlagen, darunter eine Näherei in Thiene bei Vicenza, eine eigene Schuhfabrik in Fossò bei Padua (seit 2004) und einen Lederverarbeitungsbetrieb bei Lecce. Auf der eigenen Webseite wurde von 2008 bis 2012 ein Onlineshop betrieben. Im Jahr 2008 wurde ein Umsatz von knapp 100 Mio. Euro erreicht, der im Folgejahr allerdings auf 70 Mio. Euro sank. 2010 verkauften die Capasa-Brüder 17 % der Anteile an Costume National für eine ungenannte Summe an die japanische Investmentbank Sequedge mit Sitz in Hongkong, um die Expansion auf dem asiatischen Markt voranzutreiben.
Ab 2010 kooperierte Ennio Capasa zudem als Designer mit der italienischen Modekette Oviesse einige Saisons für eine eigene Modelinie im unteren Preissegment namens EEQUAL E = CoSTUME NATIONAL, die über die Oviesse-Geschäfte vertrieben wurde. Mitte 2011 vergab Costume National neben der Herstellung der Zweitlinie ab 2004 auch die Produktion der CN-Hauptlinie und den gesamten Vertrieb der Marke an den Zulieferer Ittierre. Mitte 2013 wurde der Vertrag mit Ittierre bezüglich der Hauptlinie und des Vertriebs aufgelöst. Die CN-Hauptlinie wurde nun wieder in eigener Regie mithilfe des Modeherstellers Pier SpA aus Casale sul Sile produziert. Ab September 2013 zeigte Costume National die Damen-Hauptkollektion wieder bei der Mailänder Modewoche. Anfang Januar 2014 gab Costume National bekannt, dass die Zweitlinie C'N'C eingestellt und durch die neu geschaffene Zweitlinie CoSTUME N CoSTUME ersetzt werde. Chinesische Firmen, gegen die Costume National letztendlich erfolgreich gerichtlich vorging, hatten den Namen CNC für den chinesischen Markt schützen lassen. Die neue Zweitlinie wurde von dem indischen Hersteller FFI Fibres & Fabrics International gefertigt, der Produktionsstätten in Italien besitzt. Anfang 2015 kooperierte Ennio Capasa mit Marina Abramovic. Im gleichen Jahr wurde der eigene Onlineshop neu eröffnet.
Mitte März 2016 wurde bekannt, dass die Capasa-Brüder ihre restlichen CN-Anteile an Sequedge verkauft haben und die Investmentbank nach Meinungsverschiedenheiten über die Ausrichtung des Unternehmens beide von ihren Posten im Unternehmen freistellte. Die Beteiligung von Sequede im Jahr 2009 hatte die Option beinhaltet, die Capasa-Brüder nach einer gewissen Zeit auszubezahlen. Ennio und Carlo Capasa hatten vergeblich versucht, genügend Kapital zu beschaffen, um im Gegenzug Sequede auszubezahlen und ließen nach ihrer Entlassung verlauten, dass sie sich fortan „neuen Aufgaben widmen.“ Seither besitzt die bereits Jahre zuvor für den asiatischen Markt gegründete CN Japan Inc. alle Anteile, und die Marke ist vorherrschend auf dem asiatischen Markt vertreten, unter anderem mit einem Onlineshop für Japan. Die Präsentationen auf der Mailänder Modewoche wurden eingestellt. Als Designer wurden für die Herrenkollektion Koji Udo, der seine eigene Modemarke Factotum betreibt, und für die Damenkollektion Yasutoshi Ezumi, der ein nach ihm benanntes Modeunternehmen führt, angeheuert. 2018 ging CN eine Lizenzvereinbarung für zunächst sechs Jahre über Produktion und Vertrieb mit dem italienischen Schuhhersteller Rodolfo Zengarini aus Montegranaro ein, der unter anderem Schuhe in Lizenz für Roberto Cavalli, John Galliano und Alessandro Dell’Acqua herstellt.
Zum Stand 2016 existierten eigene CoSTUME NATIONAL Geschäfte in Mailand, Rom, New York City, Fukuoka, Hongkong und Tokio. Das Geschäft in Los Angeles wurde Anfang 2011 geschlossen. Die ehemaligen Standorte in Paris und Moskau waren ebenso geschlossen worden. 2018 gab es Costume National Ladengeschäfte in Tokio, Fukuoka und Hongkong.
Ennio Capasa zog sich in Mailand ins Privatleben zurück; sein Bruder Carlo ist seit 2015 Präsident der italienischen Modekammer, die beispielsweise die Milan Fashion Week organisiert.

## Kollektionen

### Aktuelle Kollektionen
- CoSTUME NATIONAL – hochpreisige Damenkollektion seit 1986; von 1991 bis 2013 vorgestellt bei der Pariser Damen-Modewoche, bis 2016 bei der Mailänder Damen-Modewoche
- CoSTUME NATIONAL Homme – hochpreisige Herrenkollektion seit 1993; von 1999 bis 2016 vorgestellt bei der Mailänder Herren-Modewoche
- CoSTUME NATIONAL Scents – Lizenz-Parfümreihe für Damen und Herren, seit 2002

### Ehemalige Kollektionen
- C'N'C CoSTUME NATIONAL – jugendliche Lizenz-Zweitlinie für Damen und Herren im oberen Mittelpreissegment von 2004 bis 2013; vorgestellt bei den Mailänder Damen-Modewochen (Damen- und Herrenkollektion in derselben Modenschau)
- CoSTUME N CoSTUME – jugendliche Lizenz-Zweitlinie für Damen und Herren und Nachfolger von C'N'C CoSTUME NATIONAL im oberen Mittelpreissegment; 2014–2016